# Малтињано (Асколи Пичено)
Малтињано (итал. Maltignano) насеље је у Италији у округу Асколи Пичено, региону Марке.
Према процени из 2011. у насељу је живело 945 становника. Насеље се налази на надморској висини од 281 м.

## Становништво
| 1931. | 1936. | 1951. | 1961. | 1971. | 1981. | 1991. | 2001. | 2011. |
| ----- | ----- | ----- | ----- | ----- | ----- | ----- | ----- | ----- |
| 1.446 | 1.503 | 1.585 | 1.431 | 1.303 | 1.775 | 2.295 | 2.357 | 2.483 |